# Ananda Everingham
Ananda Everingham ( อนันดา เอเวอริ่งแฮม, Everingham Matthew Ananda; Bangkok, 31 de mayo de 1982) es un actor de cine australiano de origen tailandés. Trabaja principalmente en películas de Tailandia, que es más conocido por su papel protagónico de Tun Shutter.

## Biografía
Ananda Matthew Everingham es el hijo de un padre australiano, Bangkokbasado reportero gráfico John Everingham, y una madre laosiana, Keo Sirisomphone. padres fue dramatizada la historia de su suelto en el 1983 NBC película para televisión, Love Is Forever, protagonizada por Michael Landon y Laura Gemser, que habla de un fotoperiodista que inmersiones de buceo en el marco del Mekong para rescatar a su amante comunista gobernado Laos en 1977. Fue esta película que en 1983 también dio lugar a los altos Everingham tutoría Cork Graham, que fue encarcelado durante 11 meses antes en Vietnam por entrar ilegalmente en la búsqueda de un tesoro enterrado por el capitán Kidd. Sus padres se divorciaron en 1997. John volvió a casar con una mujer china. Ananda tiene un hermano, Chester Jay Everingham y un medio hermano, Zenith Lee Everingham.
Ananda nació en Tailandia. Asistió a la Escuela de Bangkok Patana. Él tiene la ciudadanía australiana de Brisbane y visitó en sus vacaciones escolares. Recibió cierta educación mientras vivía con sus abuelos Joan Victoria y finales de George Mateo Everingham. A los 14 años, mientras trabajaba a tiempo parcial en India de la familia de su restaurante, Himali Cha Cha, fue descubierto por Khun Mingkwan de GMM Grammy, la mayor empresa de entretenimiento en Tailandia. Pronto comenzó a actuar en películas. A los 16 años, pasó de Bangkok Patana escuela a una escuela de tutoría donde seguiría curso flexible y los tiempos durante el rodaje.
Aparte de Shutter, ha protagonizado en el horror, comedia, entrega Espíritu y la película-slasher adolescente, 303 Miedo Venganza fe. En 2005, protagonizó en el de Singapur película romántica, los años bisiestos. En 2007, interpretó los papeles principales en los dramas románticos de mí ... Yo mismo, y Bangkok Tiempo. Se había destacado papel en la película de Singapur Fábrica De vacaciones, y en Pen-ek Ratanaruang de Táctica. Ha sido emitidos en 2008 por la película Nonzee Nimibutr, Reina de Langkasuka. El 5 de junio de 2008, su nueva película Sabaidee Luang Prabang, la primera película rodada comercial de Laos desde que adoptó el comunismo en 1975.
Poco después volvió en 2008 con una película de Terror Tailandés llamada The Coffin.

## Filmografía
- Anda kub Fahsai (1998)
- 303 Fear Faith Revenge (1998)
- The Brainstorm (1999)
- Kohn sang pea (Ghost Delivery) (2003)
- Shutter (2004)
- Bangkok Time (2007)
- Pleasure Factory (2007)
- Me Myself (2007)
- Ploy (2007)
- The Leap Years (2008)
- Memory เมมโมรี่ รักหลอน (2008)
- Sabaidee Luang Prabang (2008)
- The Coffin (2008)
- Queens of Langkasuka (2008)
- Happy Birthday (2008)
- Charming Bangkok (2009; segmento "Bangkok Blues")
- The Red Eagle (2010)
- Hi-So (2010)
- Chua Fan Din Salai (Forever Yours) (2010)

## Televisión
- Khon ruerng muang
- Nai Fun (ในฝัน) como el Principe Piriyapongse (เจ้าชายพิรียพงศ์)